# Robert L'Herbier
Robert L'Herbier (né Robert Samson le 5 février 1921 à Bienville, mort le 1er janvier 2008  à Laval) est un chanteur, un auteur-compositeur et un administrateur québécois.

## Biographie
Robert Samson a résidé au bas de la rue Fraser à Saint-Antoine-de-Bienville (annexé à Lauzon en 1924 puis à la Ville de Lévis en 1989). Il a étudié la musique pendant 12 ans, notamment le piano avec l'abbé Alphonse Tardif du Collège de Lévis et le chant avec Isa Jeynevald à Québec.
En 1939, il commence sa carrière à titre d'annonceur-chanteur à la station radiophonique CHRC de Québec. Inspiré par le cinéaste français Marcel L'Herbier, Robert Samson devient Robert L'Herbier. En 1940, il quitte la région de Québec avec ses parents pour s'établir à Sherbrooke pendant une période de deux ans. Il obtient rapidement son émission à CHLT où ses talents de chanteur sont mis à contribution.
Au printemps de 1942, il apprend que l'un des chanteurs vedette de l'émission Les Joyeux Troubadours (Paul Charpentier) est mobilisé et doit quitter son poste. Il s'agit de l'émission la plus populaire de l'époque. Robert L'Herbier auditionne et obtient le poste. Cela propulsera sa carrière. Il s'installe définitivement à Montréal en 1942.
De 1942 à 1948, il est donc la vedette de l'émission radiophonique Les Joyeux Troubadours de la Société Radio-Canada (SRC) à Montréal.
En 1942, il enregistre deux chansons de guerre :
- « Ton p'tit kaki »
- « Sur les ailes de France »

ainsi que deux de ses premières compositions :
- « Rita »
- « Dis-moi des mots d'amours »

À l'été 1945, il épouse la chanteuse et accordéoniste Rolande Désormeaux, qu'il avait connue sur le plateau de l'émission Les Joyeux Troubadours. Ils auront deux fils : Benoît et feu François.
Le couple se produit également à l'émission radiophonique Fantaisie musicale de la SRC.
En 1947, le duo triomphe pendant sept semaines sur la scène du Théâtre Arcade de Montréal, dans la revue musicale Mon homme de Francis Carco, aux côtés des artistes Paul Guèvremont, Germaine Giroux, Denise Saint-Pierre et Noël de Tilly. Le couple joue aussi dans la pièce Mon seul amour de Pierre Wolff, sur la scène du Théâtre National  à Montréal.
De 1947 à 1950, il anime le Café-concert Kraft avec la chanteuse Lucille Dumont à la station de radio CKAC de Montréal.
De 1947 à 1951. il chante avec son épouse au Théâtre Arcade et au Théâtre National.
En 1948, il enregistre les chansons « Fascination » et « Valse bleue » qui paraissent au printemps sur 78 tours Bluebird.
En 1949, il fonde avec la revue Radio '49 avec Fernand Robidoux. C'était un magazine bimensuel qui faisait la promotion des vedettes de la radio et de la chanson locale du Québec. Elle présente le premier palmarès publié dans un périodique du Québec, ainsi qu'un concours de la chanson ayant comme mandat de stimuler la création de chansons originales québécoises.
La même année, le premier disque en format 45 tours paru au Québec, lancé par RCA Victor (RCA Victor 57-0000), présente des rééditions de ses chansons Valse Bleue et Fascination.
En 1950, il tient à Sherbrooke le premier rôle de l'opéra-comique d'Henri Miro, Le Roman de Suzon.

## Chanteur à succès dans les années 1950
Dans les années 1950, il accumule les succès sur disque, dont :
- « Heureux comme un roi » (son plus grand succès qui sera vendu à plus de 35 000 exemplaires — un record pour l'époque
- « Voudras-tu » (une de ses compositions qui fut éditée en France sous le nom de « Robert Verdier »)
- « La polka d'amour »
- « Tango d'un soir »
- « Tout le long des rues »
- « Son voile qui volait »
- « Destin »

Son répertoire sur disques est composé principalement de chansonnettes françaises, des adaptations contemporaines de refrains folkloriques, ainsi que ses propres compositions. Il a aussi enregistré quelques rares versions françaises de chansons américaines.
Parmi ses plus grands succès qu'il a enregistré, on retrouve notamment des chansons écrites par d'autres compositeurs et chanteurs français :
- « Heureux comme un roi » du compositeur français Francis Lopez.
- « Douce France » de Charles Trenet, que l'on retrouve sur un disque RCA Victor (Gala CGP-144).

Au début des années 1950, le chanteur français Claude Robin a notamment enregistré sa chanson  « Pour un oui, pour un non ».
Robert L'Herbier devint le premier chanteur québécois qui enregistra sur disque 45 Tours. Ses chansons « Fascination » et « Valse bleue » enregistrées sur 78 tours Bluebird furent reprises sur 45 tours RCA Victor au début des années 1960.

## Le début de sa carrière à la télévision
Le 27 décembre 1953, Robert L'Herbier et son épouse font leurs débuts à la télévision à l'émission Showtime télédiffusée par la CBC à Toronto.
De 1954 à 1959, ils animent la très populaire émission télévisée Rolande et Robert à Radio-Canada.
En 1954, ce duo participe aussi à 18 émissions de radio hebdomadaires partagées entre les stations radiophoniques CKVL, CKAC et la SRC.
En 1955, ils fondent L'amicale de la chanson avec Jean Rafa et Jean Bertrand. Cette association avait comme mandat de s'occuper de l'édition et de faire la promotion de la chanson francophone.
En 1956, il démarre le Concours de la chanson canadienne de la SRC dans le but d'encourager la création de chansons originales en langue française et de promouvoir l'industrie du disque canadien. Le concours est réorganisé en 1961  sous le vocable Chansons sur mesure, avec la participation des pays de la Communauté radiophonique des programmes de langue française.
En 1956-1957, il est président-fondateur de la maison d'édition Société amicale de la chanson Inc..

## Décès de son épouse Rolande Désormeaux
En 1962, Rolande Désormeaux  apprend qu'elle est atteinte d'un cancer. Elle fait sa dernière émission publique en novembre de cette même année lors de l'émission « Jeunesse d'aujourd'hui » à Télé-Métropole. Elle meurt le 15 mai 1963, à l'âge de 36 ans, dans leur maison à Duvernay (Laval (Québec)). 

## Second mariage
Robert s'est remarié avec Gabrielle Roy en 1969 et ils ont eu une fille nommée Emmanuelle.

## Le début de sa carrière à titre d'administrateur à Télé-Métropole (aujourd'hui le Réseau TVA)
En 1960, il met fin à sa carrière de chanteur et entre au service de la nouvelle station de télévision CFTM-TV (Canal 10) de Télé-Métropole (qui deviendra  TVA) à Montréal. Son passage à la programmation de Télé-Métropole amène une réelle révolution au sein de la télévision québécoise en faisant la promotion de la culture québécoise populaire et, cela, principalement à deux niveaux :
1. Dans les années 1960, Robert L'Herbier favorise l'intégration des artistes du burlesque et des cabarets montréalais au sein de nouvelles émissions : ainsi, le public québécois voyait pour la première fois au petit écran des comédiens burlesques tels Manda Parent, Denis Drouin, Olivier Guimond, Gilles Pellerin, Léo Rivest, Gilles Latulippe dans des émissions comiques inspirées du mode burlesques telles Le Zoo du Capitaine Bonhomme, Cré Basile et Symphorien.
2. Au niveau de la chanson populaire, en programmant des émissions comme Jeunesse d'aujourd'hui, Les Tannants, Le Jardin des Étoiles, etc. qui sont à l'écoute des goûts du public québécois.

Devant les succès de sa stratégie de programmation, Robert L'Herbier connaît une ascension rapide au sein de Télé-Métropole :
- 1961 : Adjoint au directeur de la programmation à Télé-Métropole à Montréal.
- 1962-1966 : Directeur de la programmation.
- 1966-1968 : Assistant-gérant.
- 1968-1985 : Vice-président à la programmation et à la production, directeur de JPL Production et membre du conseil d'administration de Télé-Métropole.

En 1985, Il se retire de son poste de vice-président.
En 1987, Il prend sa retraite de Télé-Métropole.
Dans les années 1960-1970, Il engage plusieurs artistes de varétés, dont Pierre Lalonde, Pierre Marcotte, Shirley Théroux, Roger Giguère, Claude Blanchard, Joël Denis, Michel Girouard qui ont fait leur marque dans l'histoire de Télé-Métropole.
En septembre 1979, il engage le journaliste Jacques Moisan à titre de chef d'antenne du Réseau TVA.

## Un retraité très actif dans le monde des communications
- 1987-1994 : Il est consultant pour Michel Chamberland, directeur à la programmation de TVA.
- 1994 : Il est consultant pour le réseau de télévision TQS puis pour le Groupe Vidéotron.
- 1995-1997 : Il rédige une chronique hebdomadaire dans le Journal de Montréal dans laquelle il raconte ses souvenirs de chanteur et d'administrateur.
- 1999 : sa biographie est lancée, intitulée « Heureux comme un roi », écrite par son fils Benoît.

## Décès
Robert L'Herbier est décédé le 1er janvier 2008 à la Cité de la Santé de Laval à la suite d'une longue maladie. Il avait 86 ans.

## Honneurs
À titre d'auteur-compositeur, il offre une trentaine de chansons, dont une dizaine furent éditées en France.
- 1946 et 1948 : Il est nommé l'artiste le plus populaire et il reçoit la médaille d'or de l'hebdomadaire Radiomonde.
- 1967 : Il reçoit le trophée-mention du Gala des artistes pour son apport à l'expansion de la télévision québécoise.
- 1989 : Il reçoit le trophée Hommage au Gala MetroStar — à cette occasion, sa fille Emmanuelle lui interprète une version spéciale de Heureux comme un roi.
- 1991 : Il reçoit l'Ordre du mérite de l'Association canadienne des Radiodiffuseurs.
- 1992 : Il reçoit une médaille lors du 125e anniversaire du Canada.
- 1996 : Il est honoré lors du Gala du 35e anniversaire de la fondation de Télé-Métropole.

## Source
- Benoit L'Herbier, Robert L'Herbier, Heureux comme un roi, Montréal, Les Éditions de L'Homme, 1999, 225 p.

## Extrait vidéo
- [vidéo] Dors mon amour — la chanson gagnante, de Robert L'Herbier, au concours Eurovision de 1958.